# Шаренград (остров)
Шаренград (хорв. Šarengradska ada, серб. Шаренградска ада) — остров на Дунае на границе Хорватии и Сербии. Около острова находится одноимённое хорватское село. Государственная принадлежность острова оспаривается обеими странами.

## Описание острова
Остров Шаренград находится в русле Дуная вблизи сербского берега. От сербского берега остров отделяет узкая протока шириной около 100 метров, в то время, как минимальное расстояние до берега Хорватии составляет не менее 300 метров. Форма острова напоминает каску Адриана, обращённую бугром в сторону Сербии. Длина острова — около 4,9 км, максимальная ширина — около 2,7 километра. Территория острова частично покрыта лесами.

## Историческая справка
В 1991 году Хорватия стала независимым государством. Согласно решению международной конференции границы между бывшими союзными республиками становились государственными границами между образованными странами.
В 2002 году сербская армия открыла с острова огонь по жупану Вуковарско-Сремской жупании Николе Саферу и его сопровождающим, когда тот направлялся на встречу со своим сербским коллегой.

## Демилитаризация острова
В 2004 году Сербия вывела армию с острова, заменив её на силы полиции. Граждане Хорватии, так же, как и граждане других государств могут попасть на остров через пограничный пункт Бачка-Паланка—Илок. Граждане Хорватии, владеющие имуществом на острове, лишены возможности им распоряжаться. Лесной кадастр острова находится в ведении хорватских властей, однако Сербия не признаёт за Хорватией прав собственности. В 2009 году остров был открыт для посещений с целью отдыха.

## Современные территориальные споры
Одна из частей мирного соглашения включала краткосрочные договоры, по которым Хорватия должна была контролировать западную часть Дуная, а Сербия — восточную. Позиция официальной Сербии состоит в том, что решение Международной комиссии не действительно и краткосрочные договорённости между Сербией и Хорватией должны определять будущую границу между государствами, следовательно остров должен принадлежать Сербии, так как находится ближе к сербскому берегу.